# خوسيه بوسادا
خوسيه بوسادا (بالإسبانية: José Posada)‏ هو سياسي إسباني، ولد في 9 مايو 1940 في فيغو في إسبانيا، وتوفي في 14 يناير 2013 في أورينسي في إسبانيا. انتخب عضو في البرلمان الأوروبي عن دائرة إسبانيا لترشحه ضمن قائمة Nationalist Coalition (1989) ‏، وقد انضم خلال فترته النيابية (15 يوليو 1993 – 18 يوليو 1994) للكتلة البرلمانية مجموعة قوس القزح ‏ وانتخب عضو في البرلمان الأوروبي عن دائرة إسبانيا لترشحه ضمن قائمة Nationalist Coalition (1989) ‏، وقد انضم خلال فترته النيابية (21 يناير 1999 – 19 يوليو 1999) للكتلة البرلمانية التكتل الأوروبي الراديكالي ‏.